# پی‌زدال میلک
پی‌زدال میلک (انگلیسی: PZL Mielec) شرکت هوافضای لهستانی است، که‌ در سال ۱۹۳۹ تأسیس شد و هم‌اکنون زیرمجموعه‌ای از شرکت لاکهید مارتین می‌باشد.